# Halterofilismo nos Jogos Olímpicos de Verão de 2020 - Até 55 kg feminino
A categoria até 55 kg feminino do halterofilismo nos Jogos Olímpicos de Verão de 2020 foi disputada em 26 de julho de 2021 no Fórum Internacional de Tóquio, na capital japonesa. Um total de 14 halterofilistas, cada uma representando um Comitê Olímpico Nacional (CON), participaram do evento.

## Qualificação
Em cada categoria, até 14 halterofilistas poderiam se qualificar, com as vagas sendo alocadas da seguinte forma:
- Oito pelo ranking mundial da IWF;
- Cinco representantes de cada continente seguindo o ranking mundial, sendo limitado a CONs ainda sem halterofilistas qualificados;
- Vagas para o país anfitrião ou para a Comissão Tripartite.

## Calendário
Horário local (UTC+9)
| Data        | Hora  | Fase    |
| ----------- | ----- | ------- |
| 26 de julho | 13:50 | Grupo B |
| 26 de julho | 19:50 | Grupo A |

## Medalhas
| Ouro   | PHI Hidilyn Diaz       |
| Prata  | CHN Liao Qiuyun        |
| Bronze | KAZ Zulfiya Chinshanlo |

## Recordes
Antes desta competição, os seguintes recordes eram estabelecidos:
| Recorde          | Tipo      | Halterofilista  | Peso   | Local    | Data                   |
| Recorde mundial  | Arranque  | Li Yajun        | 102 kg | Asgabade | 3 de novembro de 2018  |
| Recorde mundial  | Arremesso | Liao Qiuyun     | 129 kg | Pattaya  | 20 de setembro de 2019 |
| Recorde mundial  | Total     | Liao Qiuyun     | 227 kg | Pattaya  | 20 de setembro de 2019 |
|                  |           |                 |        |          |                        |
| Recorde olímpico | Arranque  | Padrão olímpico | 97 kg  | —        | 1 de novembro de 2018  |
| Recorde olímpico | Arremesso | Padrão olímpico | 121 kg | —        | 1 de novembro de 2018  |
| Recorde olímpico | Total     | Padrão olímpico | 217 kg | —        | 1 de novembro de 2018  |

Após a competição, os seguintes recordes foram estabelecidos:
| Recorde          | Tipo      | Halterofilista      | Peso   | Local  | Data                |
| Recorde olímpico | Arranque  | UZB Muattar Nabieva | 98 kg  | Tóquio | 26 de julho de 2021 |
| Recorde olímpico | Arremesso | PHI Hidilyn Diaz    | 127 kg | Tóquio | 26 de julho de 2021 |
| Recorde olímpico | Total     | PHI Hidilyn Diaz    | 224 kg | Tóquio | 26 de julho de 2021 |

## Resultados
| Pos.              | Halterofilista         | CON               | Grupo | Peso  | Arranque (kg) | Arranque (kg) | Arranque (kg) | Arranque (kg) | Arremesso (kg) | Arremesso (kg) | Arremesso (kg) | Arremesso (kg) | Total |
| Pos.              | Halterofilista         | CON               | Grupo | Peso  | 1             | 2             | 3             | Result.       | 1              | 2              | 3              | Result.        | Total |
| ----------------- | ---------------------- | ----------------- | ----- | ----- | ------------- | ------------- | ------------- | ------------- | -------------- | -------------- | -------------- | -------------- | ----- |
| Medalha de ouro   | Hidilyn Diaz           | PHI Filipinas     | A     | 54.80 | 94            | 97            | 99            | 97            | 119            | 124            | 127            | 127            | 224   |
| Medalha de prata  | Liao Qiuyun            | CHN China         | A     | 54.65 | 92            | 95            | 97            | 97            | 118            | 123            | 126            | 126            | 223   |
| Medalha de bronze | Zulfiya Chinshanlo     | KAZ Cazaquistão   | A     | 54.95 | 90            | 93            | 93            | 90            | 123            | 123            | 125            | 123            | 213   |
| 4                 | Muattar Nabieva        | UZB Uzbequistão   | A     | 54.95 | 95            | 98            | 98            | 98            | 114            | 114            | 117            | 114            | 212   |
| 5                 | Kamila Konotop         | UKR Ucrânia       | A     | 54.95 | 91            | 94            | 96            | 94            | 106            | 110            | 112            | 112            | 206   |
| 6                 | Kristina Şermetowa     | TKM Turcomenistão | A     | 54.85 | 90            | 93            | 93            | 90            | 111            | 115            | 117            | 115            | 205   |
| 7                 | Ham Eun-ji             | KOR Coreia do Sul | A     | 54.90 | 85            | 85            | 90            | 85            | 115            | 115            | 116            | 116            | 201   |
| 8                 | Nouha Landoulsi        | TUN Tunísia       | A     | 54.85 | 88            | 92            | 92            | 88            | 108            | 113            | 113            | 108            | 196   |
| 9                 | Ana Gabriela López     | MEX México        | A     | 54.80 | 90            | 94            | 95            | 90            | 105            | 110            | 110            | 105            | 195   |
| 10                | Joanna Łochowska       | POL Polônia       | B     | 54.70 | 81            | 84            | 86            | 84            | 102            | 102            | 106            | 102            | 186   |
| 11                | Kanae Yagi             | JPN Japão         | B     | 54.75 | 78            | 78            | 81            | 81            | 99             | 102            | 106            | 102            | 183   |
| 12                | Rachel Leblanc-Bazinet | CAN Canadá        | B     | 54.90 | 79            | 82            | 85            | 82            | 99             | 102            | 102            | 99             | 181   |
| 13                | Chiang Nien-hsin       | TPE Taipé Chinês  | B     | 54.80 | 75            | 78            | 81            | 81            | 95             | 100            | 101            | 95             | 176   |
| 14                | Mary Kini Lifu         | SOL Ilhas Salomão | B     | 54.50 | 64            | 67            | 67            | 67            | 84             | 87             | 90             | 87             | 154   |

Legenda
| Recorde mundial      | Recorde mundial (World record)               |                       | Recorde africano                      | Recorde africano (African) |                                           | Q | Classificado por posição (Qualified) |
| Recorde olímpico     | Recorde olímpico (Olympic record)            | Recorde da América    | Recorde da América (Americas)         | q                          | Classificado por melhor tempo (Qualified) |   |                                      |
| Melhor marca do ano  | Melhor marca do ano (World leading)          | Recorde asiático      | Recorde asiático (Asian)              | DNS                        | Não largou (Did not start)                |   |                                      |
| Recorde nacional     | Recorde nacional (National record)           | Recorde europeu       | Recorde europeu (European)            | DNF                        | Não terminou (Did not finish)             |   |                                      |
| Recorde pessoal      | Recorde pessoal do atleta (Personal best)    | Recorde da Oceania    | Recorde da Oceania (Oceania)          | DSQ / DQ                   | Desclassificado (Disqualified)            |   |                                      |
| Recorde da temporada | Recorde da temporada do atleta (Season best) | Recorde sul-americano | Recorde sul-americano (South America) | NM                         | Sem marca (No mark)                       |   |                                      |